# Pierre Broussel
Pour les articles homonymes, voir Pierre Broussel (homonymie).
Pierre Broussel (1575-1654), surnommé le père du peuple, est un conseiller au Parlement de Paris sous Louis XIII et Louis XIV.

## Biographie
Il devint populaire pendant la Fronde en s'opposant aux nouvelles taxes proposées par Mazarin. La régente Anne d'Autriche l'ayant fait arrêter le 26 août 1648, une émeute éclata rue de l'Arbre-Sec. Le peuple de Paris se souleva et exigea son élargissement pendant la journée des barricades. Pierre Broussel et son acolyte René Potier de Blancmesnil furent libérés le lendemain malgré les réticences de la régente.
L'année suivante, son fils fut nommé gouverneur de la Bastille Saint-Antoine, dont le peuple venait de s'emparer. En 1651, les Frondeurs le nommèrent prévôt des marchands de Paris. Quand l'ordre fut rétabli, il fut excepté de l'amnistie et mourut en exil.
Sur le plan littéraire, l'arrestation du conseiller Broussel fournit à Alexandre Dumas, dans Vingt ans après, une anecdote dans laquelle s'illustre Raoul, le fils d'Athos, qui ignore à cet instant que son père est un agent actif de la « fronde des nobles », qui conspire pour faire évader le duc de Beaufort enfermé au secret au château de Vincennes sur ordre de Mazarin.
Il fut inhumé dans l'église Saint-Landry.

## Iconographie
Un portrait anonyme de Broussel en robe de conseiller au Parlement, daté de 1653, est conservé à Paris, au musée Carnavalet (P 839).